# Sundoro
Le Sundoro ou Sindoro est un stratovolcan actif de Java central en Indonésie. Il est symétrique du Sumbing. Le volcan possède des cratères et des cônes parasites sur ses flancs nord-ouest et sud, dont le plus grand est le Kembang. Un petit dôme de lave occupe le sommet. Il a connu des éruptions phréatiques historiques pour la plupart petites ou modérées.

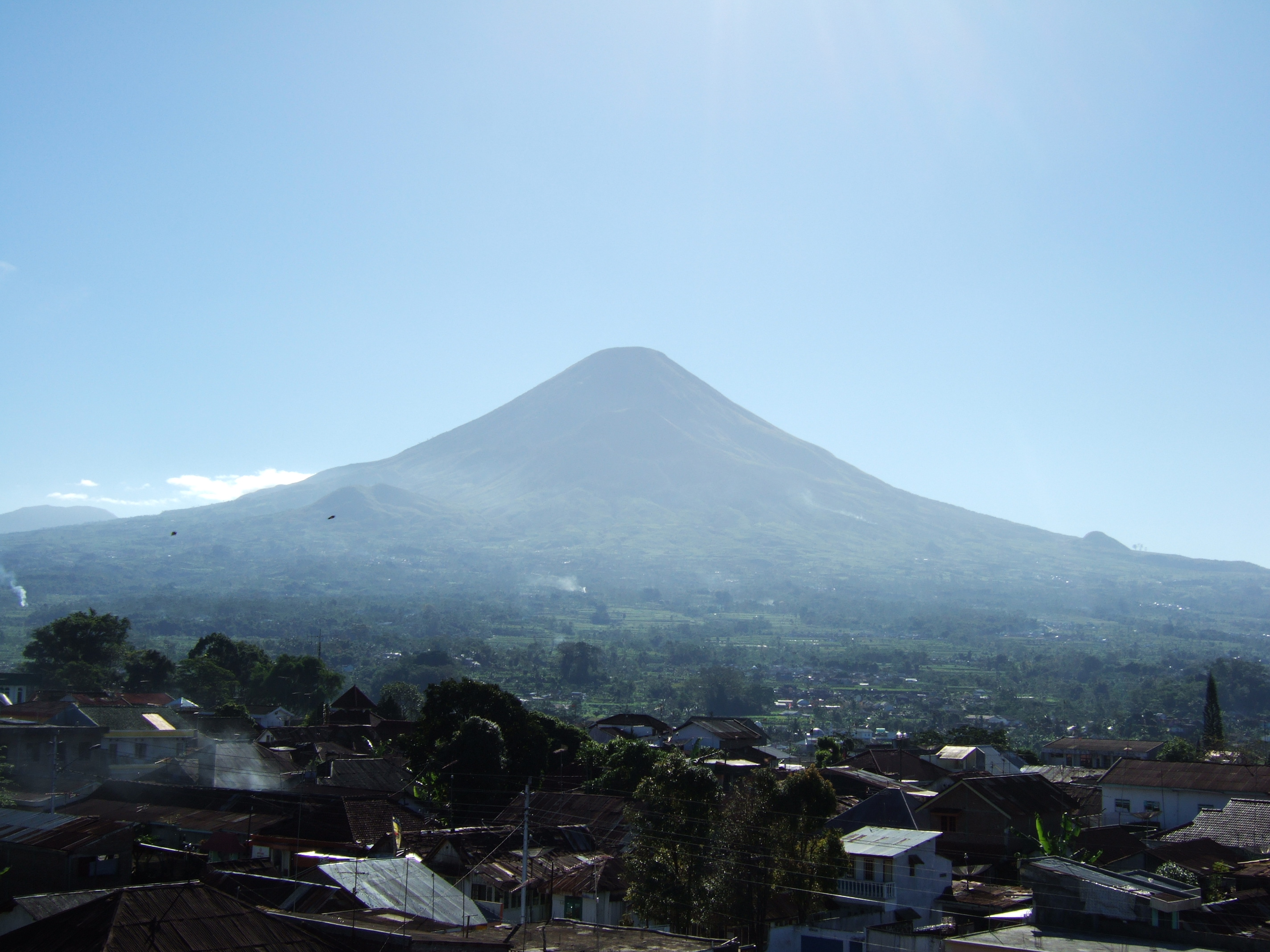
Le Sundoro vu depuis Wonosobo